# Kecia Lewis
Kecia Lewis (New York, 3 giugno 1965) è un'attrice statunitense.
Attiva principalmente nel campo teatrale, recitando in Dreamgirls,  Once on This Island e in Hell's Kitchen di Alicia Keys, grazie al quale ha vinto Tony Award alla miglior attrice non protagonista in un musical.

## Biografia
Nata e cresciuta a New York, si è diplomata alla High School of Performing Arts della città. All'età di diciotto anni ha esordito a Broadway nel musical Dreamgirls, rimanendo nella compagnia per quattro anni dal 1981 al 1985, dove ha sostituito Sheila Ellis nel ruolo di Edna Burk ed è stata la sostituta di Effie Melody White interpretata da Jennifer Holliday.
Nel 1988 è stata la sostituta di Nell Carter nel revival di Ain't Misvehavin'. Nel 1990 ha interpretato il ruolo di Asaka in Once on This Island e in Chicago nel 1996. Nel 2006 ha interpretato il ruolo di Trix l'Aviatrice in The Drowsy Chaperone e ha ricevuto una candidatura ai Drama Desk Award per la sua interpretazione di Dorcas in Dessa Rose. Nel mentre Lewis diviene insegnante di teatro e recitazione presso l'Atlantic Acting School di New York City.
Nel 2017, la sua interpretazione di Suor Rosetta Tharpe in Marie and Rosetta le è valsa un Obie Award e una candidatura al Lucille Lortel Award. Nel 2018 ha interpretato il ruolo di Mrs. Norman in un revival di Figli di un dio minore allo Studio 54 di Broadway. Nel 2019 Lewis ha interpretato il ruolo ricorrente di Tonya nella serie televisiva della NBC Innamorati pazzi. Nel 2022 è stata scritturata nel film thriller The Independent - Complotto per la Casa Bianca della piattaforma Peacock.
Nel 2023 viene scelta come co-protagonista del musical prodotto da Alicia Keys Hell's Kitchen, grazie a cui ha vinto il Lucille Lortel Award, il Drama Desk Award, l'Outer Critics Circle Award ed il Tony Award alla migliore attrice non protagonista in un musical nel 2024; per l'incisione discografica dello show ha vinto il Grammy Award al miglior album di un musical teatrale nel 2025.

## Filmografia parziale

### Cinema
- Shelter, regia di Paul Bettany (2014)
- Shirley, regia di Josephine Decker (2020)
- The Independent - Complotto per la Casa Bianca (The Independent), regia di Amy Rice (2022)

### Televisione
- Law & Order - Unità vittime speciali (Law & Order: Special Victims Unit) – serie TV, 4 episodi (2013-2020)
- Blue Bloods - serie TV, episodio 6x18 (2016)
- Innamorati pazzi (Mad About You) – serie TV, 12 episodi (2019)
- The Passage – serie TV, 7 episodi (2019)
- The Blacklist – serie TV, 10 episodi (2020-2021)
- And Just Like That... – serie TV, episodio 1x5 (2022)
- Will Trent – serie TV, episodio 3x11 (2025)

## Teatro (parziale)

### Broadway
- Chicago di Fred Ebb e Bob Fosse. Shubert Theatre di Ne York (2008), Richard Rodgers Theatre di Ne York (2009–2010)
- Figli di un dio minore di Mark Medoff, regia di Kenny Leon. Studio 54 di Ne York (2018)
- Hell's Kitchen di Alicia Keys, Kristoffer Diaz, regia di Michael Greif, coreografie di Camille A. Brown. Shubert Theatre di New York (2024)

### Off-Broadway
- Hell's Kitchen di Alicia Keys, Kristoffer Diaz, regia di Michael Greif, coreografie di Camille A. Brown. The Public Theater di New York (2024)

## Doppiatrici italiane
Nelle versioni in italiano delle opere in cui ha recitato, Kecia Lewis è stata doppiata da:
- Rachele Paolelli in Blue Bloods
- Eva Padoan in And Just Like That...
- Emilia Costa in Will Trent

## Riconoscimenti
- Lucille Lortel Award
  - 2017 – Candidatura per la miglior attrice protagonista in un'opera teatrale per Marie and Rosetta
  - 2024 – Miglior interpretazione da non protagonista di un musical per Hell's Kitchen[8]
- Drama Desk Award
  - 2006 – Candidatura per la miglior attrice non protagonista in un musical per Dessa Rose
  - 2024 – Miglior interpretazione protagonista in un musical per Hell's Kitchen
- Drama League Award
  - 2024 – Candidatura per la miglior performance per Hell's Kitchen
- Grammy Award
  - 2025 – Miglior album di un musical teatrale per Hell's Kitchen – Original Broadway Cast Recording
- Obie Award
  - 2017 – Miglior attrice per Marie and Rosetta e La famiglia Antrobus[9]
- Outer Critics Circle Award
  - 2024 – Miglior interpretazione da non protagonista di un musical per Hell's Kitchen[10]

- Tony Award
  - 2024 – Miglior attrice non protagonista in un musical per Hell's Kitchen[11]